# Sjöfart

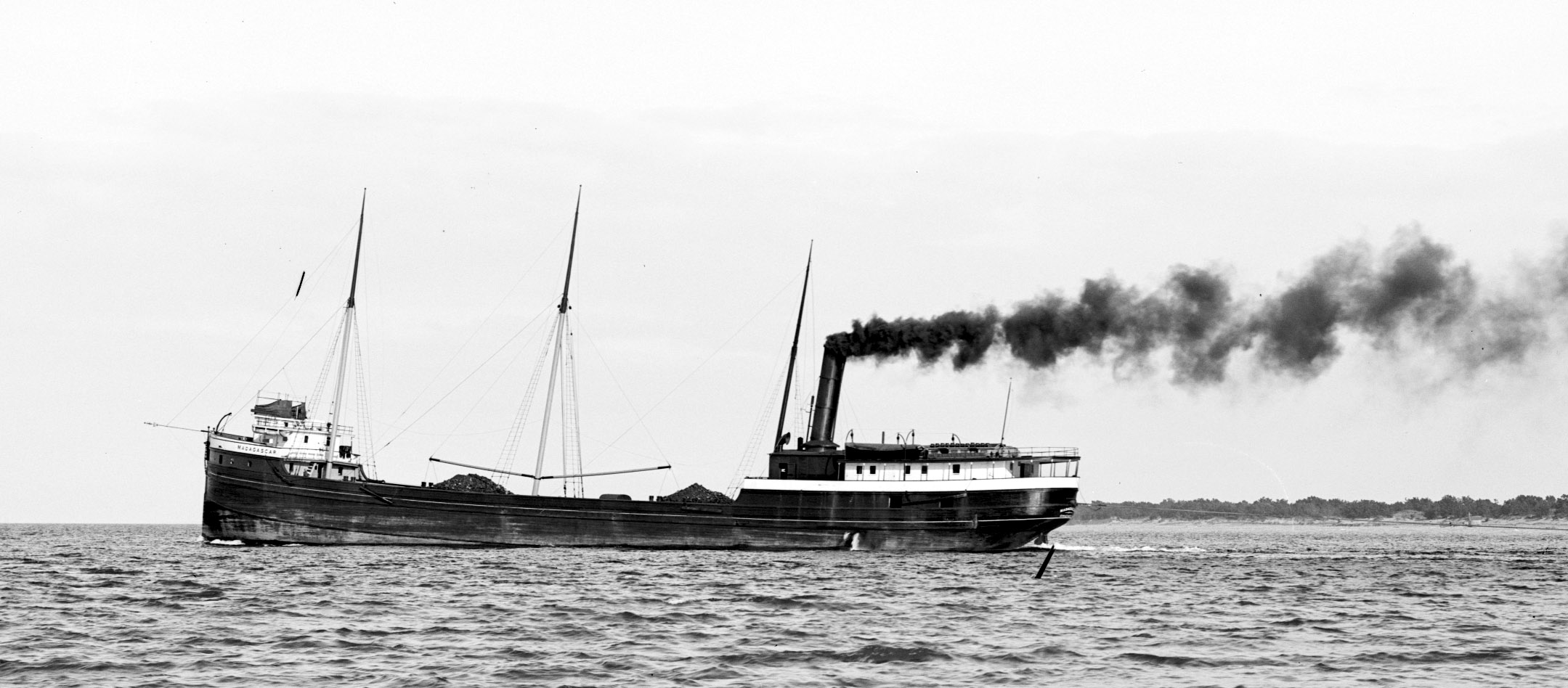
Ångfartyget Madagascar

Sjöfart är framförandet av fartyg till sjöss. Oftast transporterar fartygen gods och passagerare men några andra syften med sjöfart är krigföring, forskning och fiske. Cirka 90 % av alla godstransporter sker sjövägen. I begreppet "sjöfart" räknas även konstruktion och reparation av fartyg, hamn- och farledsverksamhet, skeppsmäkleri, godstransport till och från hamnarna samt försäkring av gods, fartyg och människor ombord. I Sverige är Transportstyrelsen ansvarig myndighet medan FN-organet International Maritime Organization (IMO) ansvarar för internationella sjöfartsfrågor.

## Fartyg

Storleksjämförelse av några av världens största fartyg. Uppifrån och ner: Knock Nevis, Mærsk Mc-Kinney Møller, Vale Brasil, Allure of the Seas, och USS Enterprise.

Ett fartyg är en farkost som kan transportera personer eller gods på vatten.
Juridiskt betecknas i Sverige fartyg som är längre än 12 meter och bredare än 4 meter som skepp, och måste vara registrerade i Skeppsregistret. Båda måtten måste uppfyllas. Fartyg som inte uppfyller måtten för ett skepp kallas båt. Alltså är både skepp och båtar juridiskt sett fartyg, men trots detta används orden skepp och fartyg synonymt i normalt språkbruk. Juridiskt sett är dock definitionen på fartyg följande: "allt som framförs på vatten och är utrustat med eget framdrivingssystem samt möjlighet att påverka sin kurs". Således klassas även sjöflygplan som fartyg så snart det landat på vatten och är därmed skyldigt att följa sjövägsreglerna.
Oftast flyter fartyg ovanpå vattenytan, men så kallade ubåtar (undervattensbåtar) kan under färd sänkas ned helt och hållet under vattnet.
Fartyg indelas ofta i olika typer:
- Efter dess framdrivningssystem, till exempel segelfartyg, ångfartyg, motorfartyg, gasturbinfartyg och svävare

- Efter vilken typ av transport de är avsedda att utföra, till exempel passagerarfartyg, tankfartyg, containerfartyg, biltransportfartyg

- Efter den uppgift de är specifikt konstruerade för att utföra, till exempel fiskefartyg, bogserbåt, isbrytare, örlogsfartyg.

### Antal fartyg i världen
År 2020 uppgick dödvikten på alla världens fartyg till över 2 000 000 000 ton, varav nära 900 000 000 ton utgjordes av bulkfartyg, över 600 000 000 ton av oljetankar och nära 300 000 000 ton av containerfartyg. År 2005 var Panama det land med flest fartyg registrerade med 5 005 stycken, men bara 617 av dessa var inhemskt ägda. I Sverige fanns 205 fartyg registrerade över den nämnda storleken, av dessa var 42 utländskt ägda. 155 fartyg var svenskägda men utlandsregistrerade.

## Sjöfartens historia

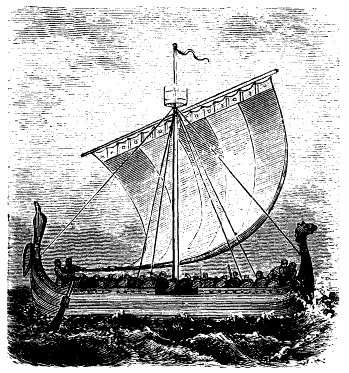
Vikingaskepp

Sjöfart har funnits i tusentals år. Förr använde man rodd- och segelfartyg, senare ångfartyg. I dag har de flesta fartyg dieselmotorer.
Sjöfarten var den viktigaste formen av transport fram till 1800-talet, då järnvägar började byggas. Sjöfarten är fortfarande den viktigaste fraktformen då ca 95% av världens exportgods transporteras av fartyg.

## Kommersiell sjöfart
Skepp kan registreras i nationella eller internationella register. Fartygen kallas handelsflotta. Exempel på internationella register är NIS (Norwegian International Ship Register) och DIS (Danish International Ship Register). Ibland registreras skepp i vissa andra register, s.k. bekvämlighetsregister. Man säger att skeppet då seglar under bekvämlighetsflagg, Flag of Convenience (FoC). Begreppet FoC har definierats av Internationella Transportarbetarefederationen.

## Icke-kommersiell sjöfart
Fartyg är inte bara transportmedel, de kan också användas till forskning (se oceanografi och forskningsfartyg), bevarande av historiska minnen (se museifartyg) och nöjen (se fritidsbåt och båtsport).

## Svensk sjöfart
Svensk sjöfart har genom historien haft stor betydelse för Sveriges historia och handelsförbindelser, inte minst på grund av det geografiska läget som i praktiken har gjort Sverige lika beroende av sjöfarten som en önation.
Förutom att svenskägda skepp registreras i Sverige kan de även registreras i andra register. Det är inte alltid som ett skepp har samma flagga som det land vari skeppet är registrerat.
Under en stor del av 1900-talet var svensk sjöfart världsledande. Än idag finns världsledande rederier i Sverige, t.ex. inom färjesjöfart, biltransportsjöfart och inom tanksjöfarten.

## Sjökrigsväsen

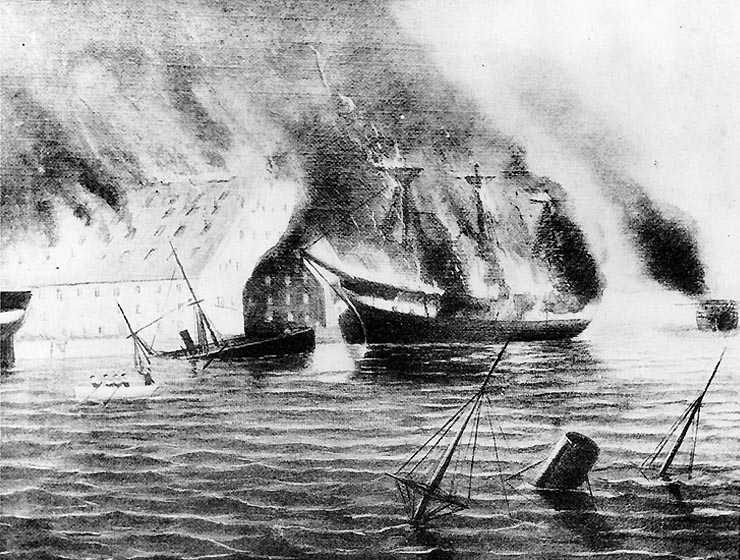
USS Merrimack brinner

Sjöslag har förekommit under årtusenden, till exempel slaget vid Salamis 480 f.Kr., men nådde en ny dimension efter slaget mellan örlogsfartygen Merrimack och Monitor i Slaget vid Hampton Roads 1862. Kaptenen på Merimack kallade innan slaget Monitor för en ostbräda med kupan på, då han syftade på storleken och utformningen, eftersom Monitor var platt på ovansidan sånär som på kanontornet som stack upp.
Se även: Örlogsflotta

## Katastrofer inom sjöfarten
I och med att så stora kvantiteter av människor eller gods transporteras ombord på varje fartyg, får fartygsolyckor samt situationer där fartyg beskjutits, torpederats eller minsprängts som resultat av krigshandling ofta väldigt omfattande konsekvenser sett till antalet avlidna, ekonomiska förluster och miljöförstöring. 
Ett fartyg som havererat kan behöva bärgas till säkerhet.

### Historiska exempel
- Fartyg som sänkts i krig. Här återfinns de största förlusterna, räknat i antalet förlorade människoliv.

Deepwater Horizon i lågor den 21 april 2010, dagen innan förlisningen

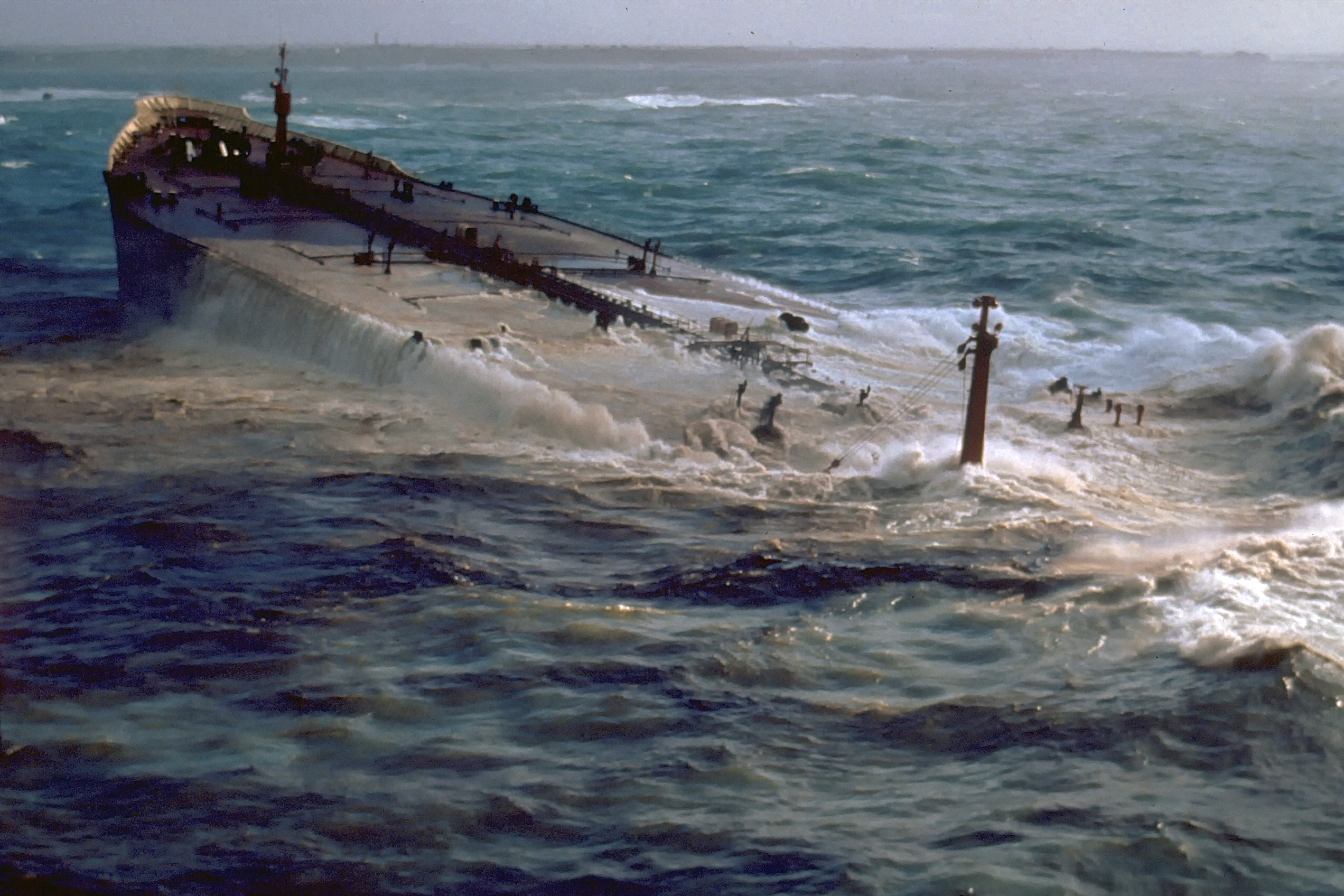
Amoco Cadiz efter förlisningen

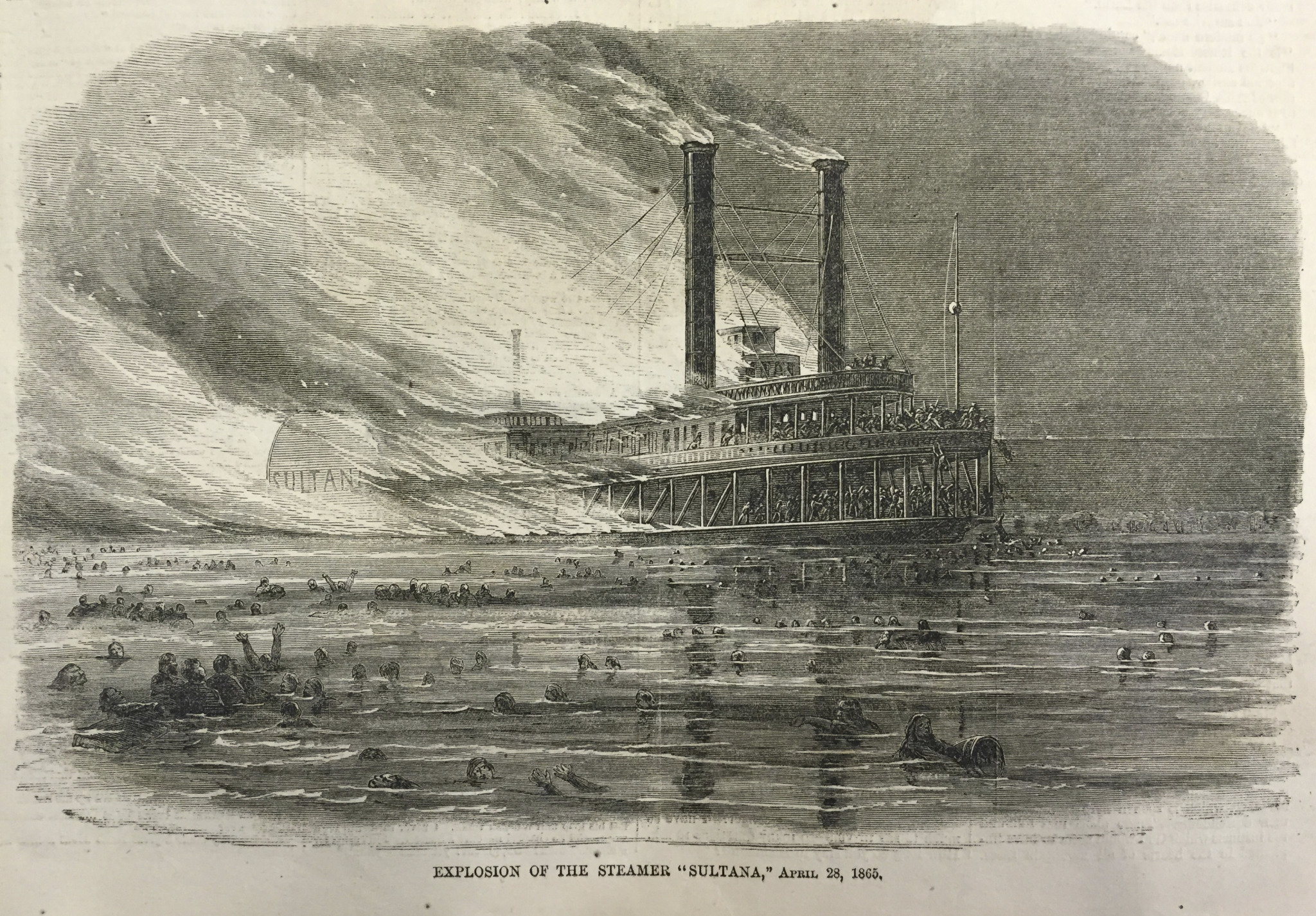
Ångbåten Sultana i lågor.

- - Wilhelm Gustloff, omkring 10 000 omkomna
  - Goya, minst 6 000 omkomna
  - Cap Arcona, mellan 7 000 och 8 000 omkomna
  - Lancastria, mellan 3 500 och 4 000 omkomna
  - General von Steuben, omkring 3 000 omkomna
  - Bismarck, omkring 2 000 omkomna
  - RMS Laconia, 1 613 omkomna

- Fartygsolyckor orsakade av kollisioner.
  - Doña Paz, minst 4 375 omkomna
  - Halifaxexplosionen, 2 000 omkomna
  - Titanic, 1 522 omkomna
  - Star Clippers påsegling av Tjörnbron, 8 omkomna
  - Kollisionen mellan Andrea Doria och Stockholm, 51 omkomna

- Fartyg som förlist i hårt väder.
  - Le Joola 1863 omkomna
  - Estonia, 852 omkomna
  - Jan Heweliusz, 54 omkomna
  - Finnbirch, 2 omkomna

- Olyckor på oljeplattformar.
  - Alexander Kielland, 123 omkomna
  - Piper Alpha, 167 omkomna
  - Deepwater Horizon, 11 omkomna

- Olyckor med tankfartyg. Här är det ofta miljön som blir lidande.
  - Exxon Valdez, inga omkomna.
  - Amoco Cadiz, inga omkomna.
  - Torrey Canyon, inga omkomna.
  - Prestige, inga omkomna.

- Brand ombord på fartyg.
  - Sultana, omkring 1 700 omkomna
  - General Slocum, 1021 omkomna
  - Scandinavian Star, 158 omkomna

- Ubåtskatastrofer
  - Ubåten Kursk, 118 omkomna
  - Ulven, 33 omkomna
- Övriga olyckor.
  - Regalskeppet Vasa 25 - 50 omkomna